# Stenygrocercus silvicola
Espèce
Synonymes
- Macrothele silvicola Simon, 1889

Stenygrocercus silvicola est une espèce d'araignées mygalomorphes de la famille des Euagridae.

## Distribution
Cette espèce est endémique de Nouvelle-Calédonie.

## Description
La carapace de la femelle décrite par Raven en 1981 mesure 5,96 mm de long sur 4,82 mm et l'abdomen 6,14 mm de long sur 4,56 mm

## Systématique et taxinomie
Cette espèce a été décrite sous le protonyme Macrothele silvicola par Simon en 1889. Elle est placée dans le genre Stenygrocercus par Simon en 1892.

## Publication originale
- Simon, 1889 : Études arachnologiques. 21e Mémoire. XXXII. Descriptions d'espèces et de genres nouveaux de Nouvelle-Calédonie. Annales de la Société Entomologique de France, sér. 6, vol. 8, p. 237-247 (texte intégral).